# Omega barion
Omega barion ili omega-čestica je barion koji spada u obitelj subatomskih čestica hadrona, koje su predstavljene simbolom Ω, a mogu biti neutralne ili imaju elementarni naboj +2, +1 ili -1. Omega barioni su barioni koji ne sadrže gornji ili donji kvark (iz prve generacije). Omega barione koji sadrže gornji kvark se ne očekuje da će biti opaženi. To je zato što standardni model predviđa da će prosječni životni vijek gornjih kvarkova biti približno 5∙10-25 sekundi, što je oko 20 puta manje od vremena djelovanja jake nuklearne sile, i stoga oni ne tvore hadrone.
Prvi otkriveni omega barion bio je Ω−, stvoren od 3 strana kvarka 1964. Otkriće je bio veliko uspjeh u istraživanju kvarkova, jer je pronađeno tek nakon što je njegovo postojanje, masu i raspad predvidio još 1961. američki fizičar M. Gell-Mann i, neovisno, izraelski fizičar Yuval Ne’eman. Kako omega barioni nemaju gornji ili donji kvark, svi imaju izospin 0.

## Barioni
Barion (grč. βαρύς: težak + [elektr]on) je subatomska čestica polucijeloga spina, podvrsta hadrona (kao na primjer proton, neutron, lambda barion ili lambda-čestica, sigma barion ili sigma-čestica, ksi barion ili ksi-čestica, delta barion ili delta-čestica i omega barion ili 
omega-čestica). Barioni su fermioni na koje djeluje jaka nuklearna sila, ili drugim riječima hadroni polucjelobrojnog spina. To su su mješovite čestice sačinjene od 3 kvarka, za razliku od mezona, koji se sastoje od jednog kvarka i jednog antikvarka. I barioni i mezoni su hadroni, čestice sačinjene samo od kvarkova i/ili antikvarkova. Naziv barion dolazi iz grčkog βαρύς (barys), što znači "težak", jer se prije vjerovalo da imaju veće mase od drugih tvarnih čestica.

### Svojstva bariona
| Barion        | Oznaka | Kvarkovska građa | Električni naboj Q/e | Masa m (MeV/c²) | Vrijeme poluraspada | Spin | Izospin |
| ------------- | ------ | ---------------- | -------------------- | --------------- | ------------------- | ---- | ------- |
| Proton        | p      | uud              | 1                    | 938,3           | stabilan            | 1/2  | 1/2     |
| Antiproton    | p      | uud              | - 1                  | 938,3           |                     | 1/2  | - 1/2   |
| Neutron       | n      | udd              | 0                    | 939,6           | 880 s               | 1/2  | - 1/2   |
| Antineutron   | n      | udd              | 0                    | 939,6           |                     | 1/2  | 1/2     |
| Lambda barion | Λ0     | uds              | 0                    | 1 115,7         | 2,6 ∙ 10–10 s       | 1/2  | 0       |
| Sigma barion  | Σ+     | uus              | 1                    | 1 189,4         | 8 ∙ 10–11 s         | 1/2  | 1       |
| Sigma barion  | Σ0     | uds              | 0                    | 1 192,6         | 7,4 ∙ 10–20 s       | 1/2  | 1       |
| Sigma barion  | Σ-     | dds              | - 1                  | 1 197,45        | 1,5 ∙ 10–10 s       | 1/2  | 1       |
| Ksi barion    | Ξ0     | uss              | 0                    | 1 314,86        | 2,9 ∙ 10–10 s       | 1/2  | 1/2     |
| Ksi barion    | Ξ-     | dss              | - 1                  | 1 321,71        | 1,6 ∙ 10–10 s       | 1/2  | 1/2     |
| Delta barion  | Δ++    | uuu              | 2                    | 1 232           | 5,6 ∙ 10–24 s       | 3/2  | 3/2     |
| Omega barion  | Ω-     | sss              | - 1                  | 1 672,45        | 8,2 ∙ 10–11 s       | 3/2  | 3/2     |

## Hiperoni
Hiperon (grč. hiper: preko, iznad + [elektr]on) je subatomska čestica građena od 3 kvarka od kojih je barem jedan čudni (strani, s-kvark), a druga dva mogu biti obični kvarkovi koji čine protone i neutrone: gornji (u-kvark) i donji (d-kvark). Hiperoni su otkriveni u razdoblju od 1947. do 1964. Nazivani su po grčkim slovima: lambda hiperon (Λ0), 3 sigma hiperona (Σ+, Σ0 i Σ−), 2 ksi hiperona (Ξ0 i Ξ−) i 1, posljednji otkriveni, omega hiperon (Ω−). Imaju polucjelobrojni spin i pridržavaju se Fermi-Diracove statistike. Međudjeluju jakom nuklearnom silom. Njihovo je vrijeme poluraspada oko jedne desetinke nanosekunde, a najčešće se raspadaju na lakše hiperone, protone, neutrone i mezone (na primjer Ω− → Ξ0 + π− ili pion, Ξ0 → Λ0 + π0, Λ0 → p+ ili proton p+ + π−, Σ+ → n0 ili neutron + π+). Svaki od 7 hiperona ima odgovarajuću antičesticu.